# Xai-Xai
Xai-Xai er en by syd i Mozambique. Den er hovedby i provinsen Gaza og har en befolkning på 103.251 indbyggere (1997).
Xai-Xai ligger nær det Indiske Ocean, ved Limpopo-floden. Den ligger ved EN1-vejen nordøst for Maputo og er kendt for sine strande ved Praia do Xai-Xai.
25°03′S 33°39′Ø / 25.05°S 33.65°Ø